# Gabriel Ríos
José Gabriel Ríos Banegas (Santa Cruz de la Sierra, 20 de marzo de 1988) es un futbolista boliviano. Juega como delantero y su actual equipo es Real Potosí de la Asociación de Fútbol Potosí.

## Clubes
| Club                    | País      | Año               |
| ----------------------- | --------- | ----------------- |
| Guabirá                 | Bolivia   | 2008              |
| Jorge Wilstermann       | Bolivia   | 2009              |
| Bolívar                 | Bolivia   | 2010              |
| Nacional Potosí         | Bolivia   | 2011              |
| Universitario de Sucre  | Bolivia   | 2012 - 2013       |
| The Strongest           | Bolivia   | 2013 - 2015       |
| Ciclón                  | Bolivia   | 2015              |
| San José                | Bolivia   | 2016              |
| Wilstermann             | Bolivia   | 2017              |
| Deportivo Guastatoya    | Guatemala | 2017              |
| Wilstermann             | Bolivia   | 2018              |
| Blooming                | Bolivia   | 2019              |
| Aurora                  | Bolivia   | 2020              |
| Independiente Petrolero | Bolivia   | 2020              |
| Gran Mamoré             | Bolivia   | 2021              |
| Afiz                    | Bolivia   | 2022              |
| Gran Mamoré             | Bolivia   | 2022 - Actualidad |

## Palmarés

### Títulos nacionales
| Título           | Club              | País    | Año           |
| ---------------- | ----------------- | ------- | ------------- |
| Primera División | The Strongest     | Bolivia | Apertura 2013 |
| Primera División | Jorge Wilstermann | Bolivia | Apertura 2018 |